# Oxya manzhurica
Oxya manzhurica är en insektsart som beskrevs av Bei-bienko 1929. Oxya manzhurica ingår i släktet Oxya och familjen gräshoppor. Inga underarter finns listade i Catalogue of Life.